# Stemonoporus rigidus
Stemonoporus rigidus är en tvåhjärtbladig växtart som beskrevs av Thw.. Stemonoporus rigidus ingår i släktet Stemonoporus och familjen Dipterocarpaceae. Inga underarter finns listade i Catalogue of Life.